# Film Festival auf dem Wiener Rathausplatz

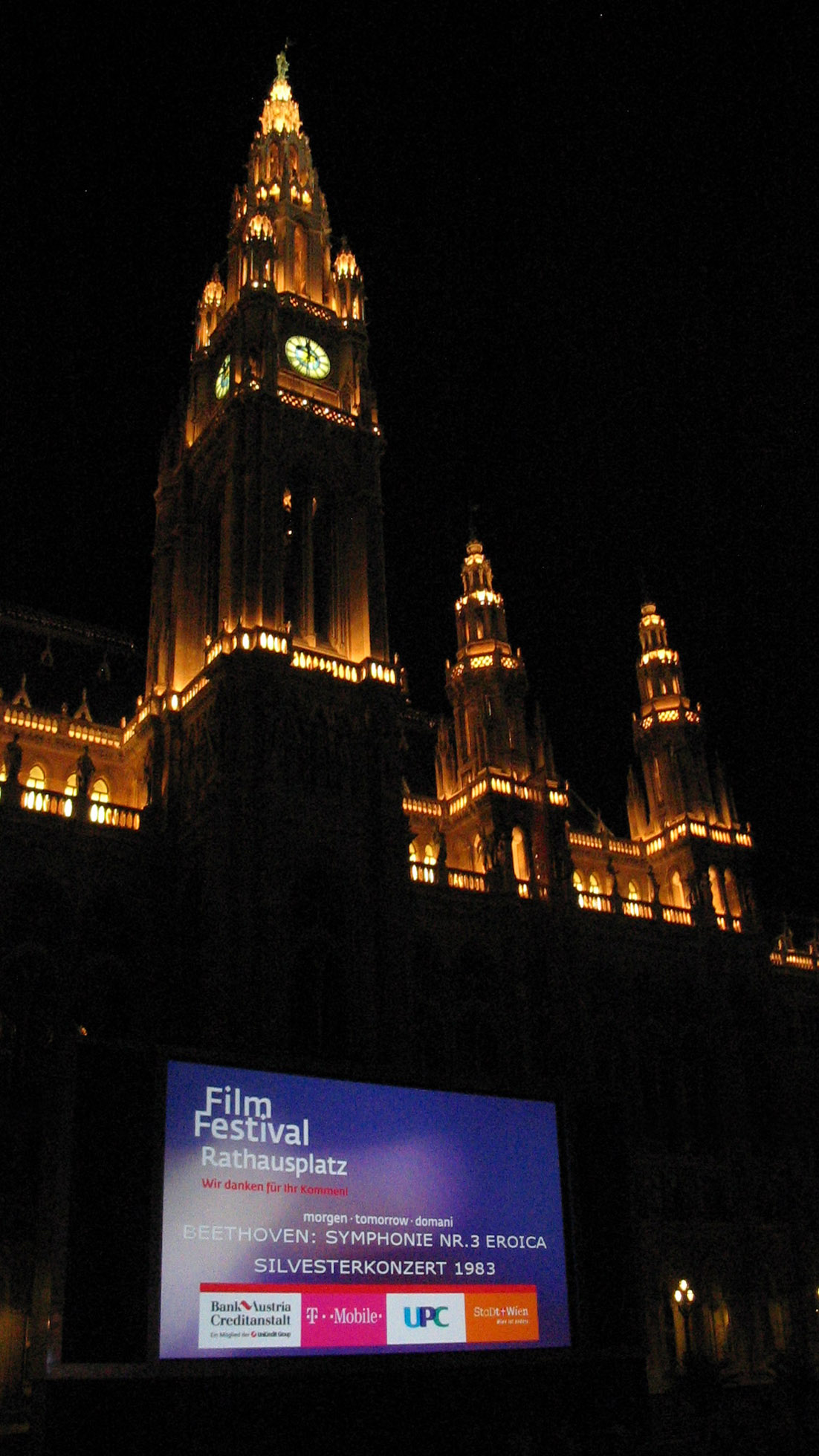
Nach einem Filmabend, Ankündigung für den nächsten Tag

Das Film Festival auf dem Wiener Rathausplatz ist eine seit 1991 während der Monate Juli und August auf dem Platz vor dem Wiener Rathaus stattfindende kostenlos zugängliche Open-Air-Veranstaltung. Auf dem Programm stehen Filmaufzeichnungen von Konzerten klassischer Musik, von Opern und Operetten, aber auch von Ballett, Musical, Jazz, Weltmusik, Pop und Rock uvm. Etliche kleinere "Side-Events" abseits des Filmprogramms komplettieren das Angebot.
2024 lief das Festival von 29. Juni bis zum 1. September.

## Veranstaltungsort
Das Festival findet auf dem zwischen Rathaus und Ringstraße gelegenen Rathausplatz statt. Die Filmleinwand und die (2007) rund 6000 Sitzplätze befinden sich auf dem halbrunden Platz unmittelbar vor dem Rathaus. Die Vorführungen beginnen für gewöhnlich bei Einbruch der Dunkelheit.
Auf dem sich zum Burgtheater hinstreckenden Teil befindet sich der zwischenzeitlich Carmens Corner genannte Gastronomiebereich, wo zwischen 11 und 24 Uhr nationale und internationale Speisen und Getränke angeboten werden. Generalunternehmer für den Gastronomiebereich, der erst seit 1995 Gewinn macht, ist seit 1992 Attila Doğudans Catering-Unternehmen Do & Co.

## Programm
Das Programm des Film-Festivals wird vom stadt wien marketing service gemeinsam mit dem International Music + Media Centre (IMZ), dem ORF und dem Verein der Freunde der Wiener Staatsoper erstellt. Berücksichtigt werden dabei Jubiläen von Komponisten, Sängern, Dirigenten und andere Jahrestage.
Neben Realfilmen werden auch Animationsfilme aufgeführt. 
Jazzkonzerte
Das Jazz Fest Wien nutzt mehrfach die Bühne vor der Leinwand, und jeden Sonntagmittag wird ein „Jazz-Frühschoppen“ abgehalten. Auch diese Veranstaltungen sind frei zugänglich.

## Besucher, Service, Neuerungen

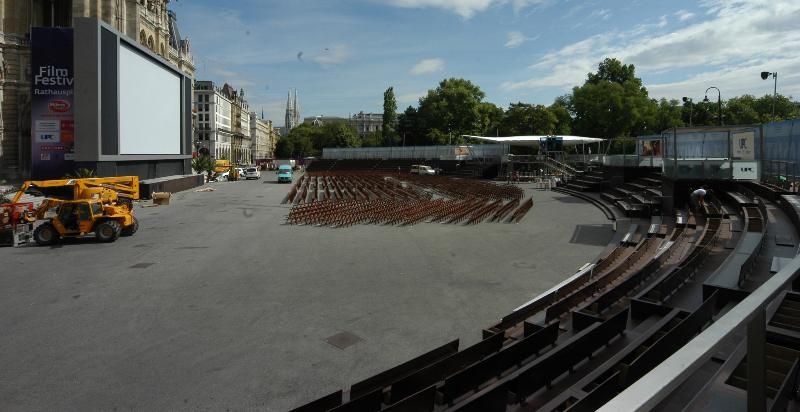
Zuschauerbereich vor der Eröffnung

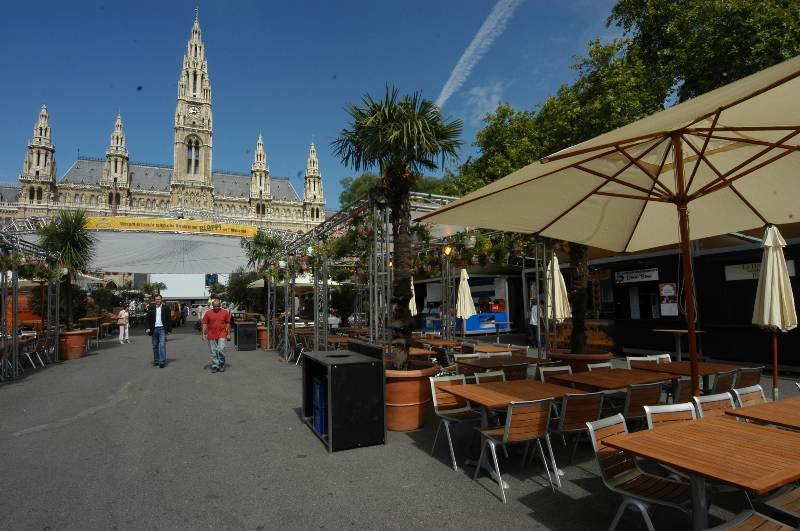
Gastronomiebereich vor der Eröffnung

Besucherzahlen von Freiluftveranstaltungen sind naturgemäß wetterabhängig, aber die Steigerung im Lauf der Jahre beweist die Qualität des Konzepts. Rund 40 Prozent der Besucher kommen aus dem Ausland, rund 14 Prozent sind Österreicher aus anderen Bundesländern, für die das Event oft erst den Anlass zum Wienbesuch gab. Zahlen: 1992 – 260.000, 2004 – 628.000, 2007 - 680.000
- Seit 1995 wird zur Müllvermeidung wiederverwendbares Geschirr eingesetzt.[9]
- Seit 1997 sind die Informationen zu den einzelnen Aufführungen des Festivals (Termine, Akteure, Stückbeschreibungen und Textauszüge) aus der Homepage der Stadt Wien abrufbar.
- Für Gäste mit Kleinkindern gibt es seit 2000 die Wickelstation Baby-Corner[10], für körperbehinderte Personen werden einige Rollstühle zur Verfügung gestellt, für Sehbehinderte gibt es die Monatsprogramme auch in Brailleschrift[2]. Um den Benutzern von Hörgeräten das akustische Erleben des Festivals zu ermöglichen, sind ungefähr 300 Sitzplätze mit Induktionsschleifen ausgestattet[2].
- Zusätzlich zur Gastronomie für Menschen wurde 2001 die Hundebar mit Trockenfutter und Wasser eingeführt.
- Ebenfalls 2001 kreierten die Veranstalter gemeinsam mit T-Online und Lucent Technologies erstmals „Wiens schönstes Büro“ mit der Möglichkeit, am Rathausplatz und im Rathauspark mit Notebooks im Internet zu surfen. Leihgeräte werden zur Verfügung gestellt[2].
- Anlässlich des „Jahres des Wassers“ 2003 wurde von den Wiener Wasserwerken in Anschluss an das musikalische Programm der von Georg Riha gestaltete Film „Hommage Wasser“ vorgeführt und das Rathaus in eine von Viktoria Coeln gestaltete Licht-Projektion getaucht[10].
- Umgestaltet wurde 2007 auch der Gastronomiebereich: Anlässlich der Euro 2008 ist erstmals die Schweiz vertreten[1].

## Technik
- Seit 2000 werden auch Filme im 16:9-Format gezeigt, die ursprünglich  9 mal 6,5 Meter große Projektionsfläche wurde dafür verbreitert.
- 2007 wurde die Anlage (jetzt 20 mal 11,5 Meter) ein weiteres Mal verbessert: Sie ist jetzt HD-fähig und hat 60.000 Centerlumen Lichtleistung. Für das Publikum wurden Tribünen mit einem zusätzlichen Fassungsvermögen von rund 1.200 Personen und drei überdachte VIP-Logen für etwa 180 Personen errichtet[1].

## Weitere Ansichten

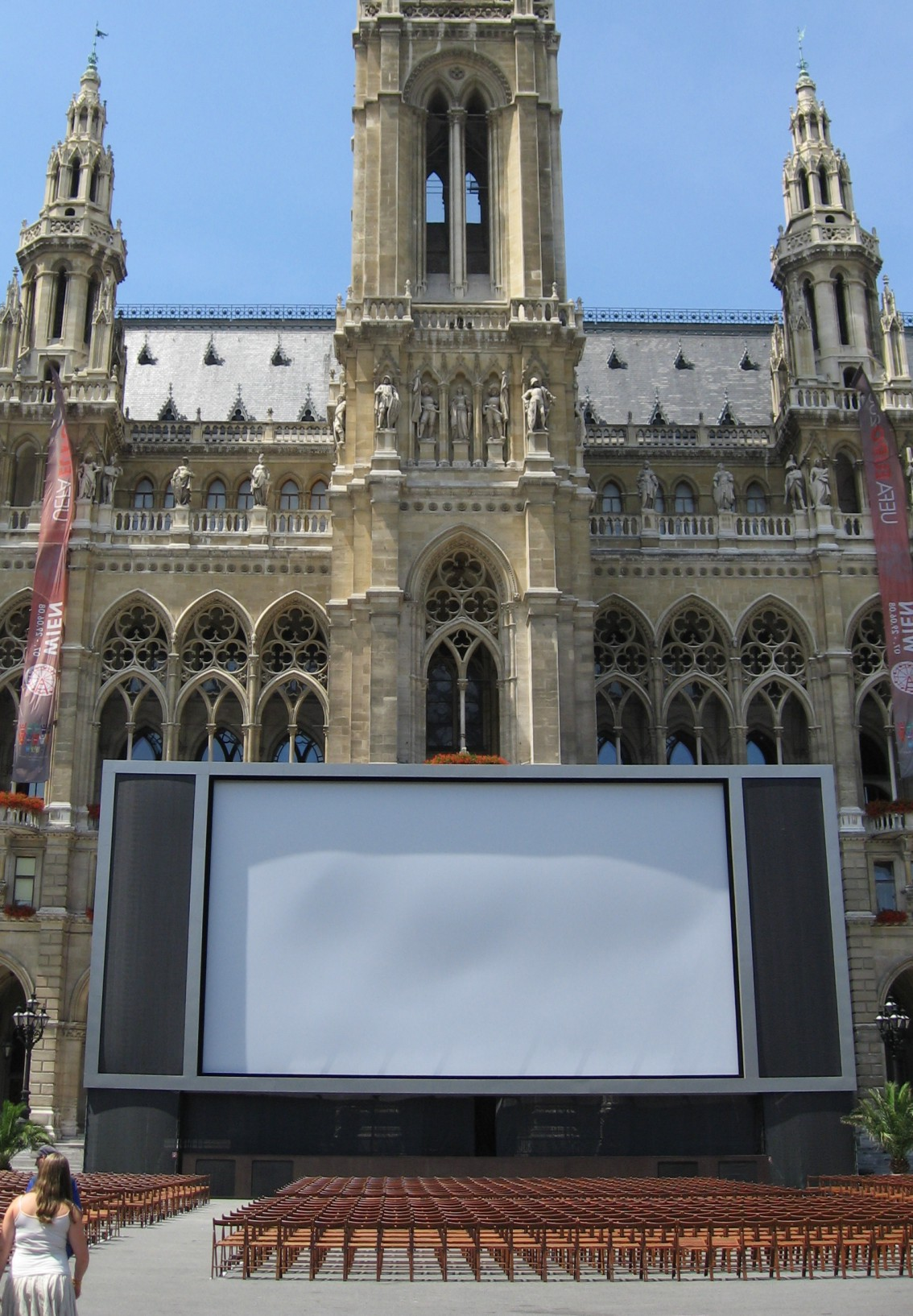
Projektionsfläche vor dem Wiener Rathaus
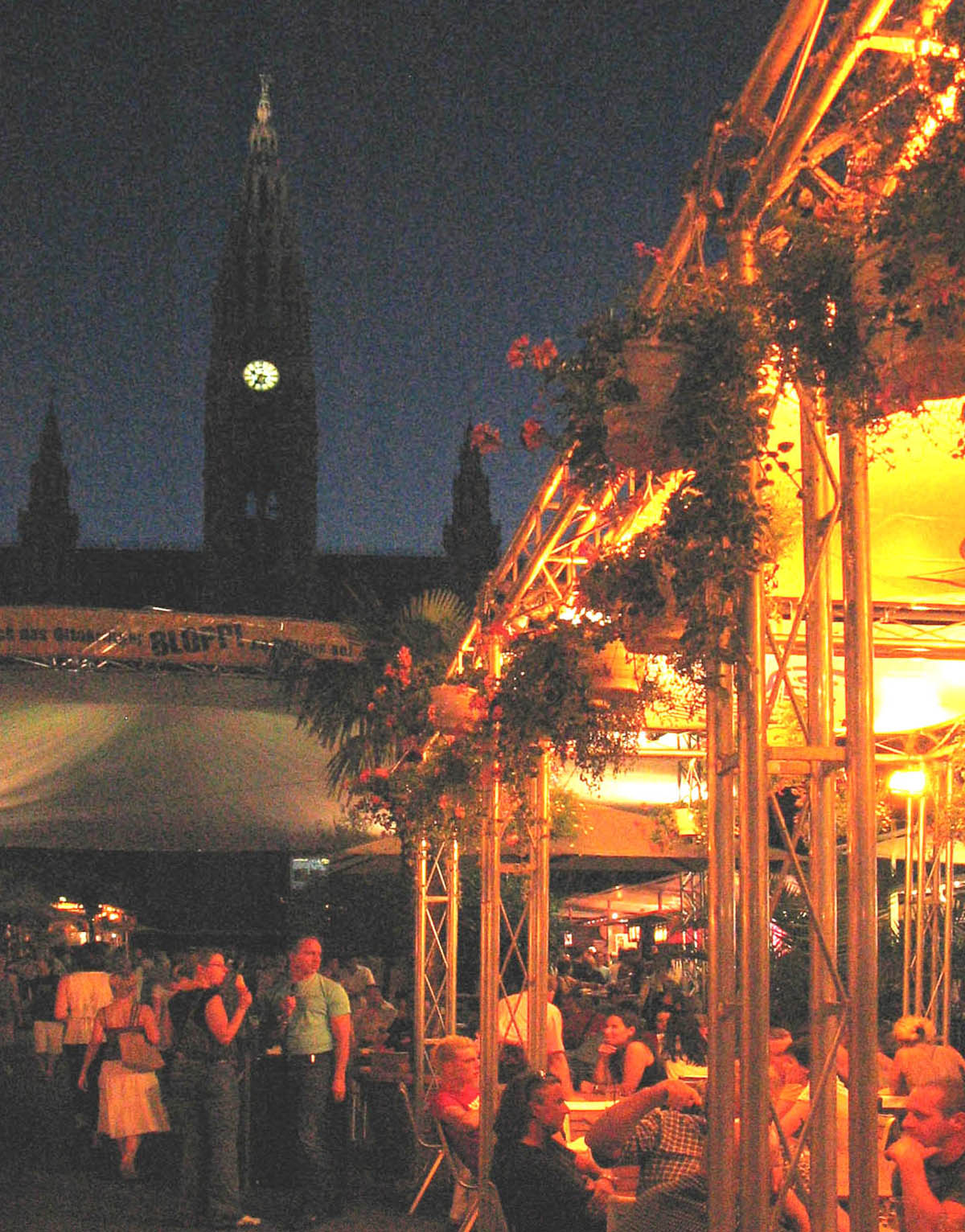
Gastronomiebereich
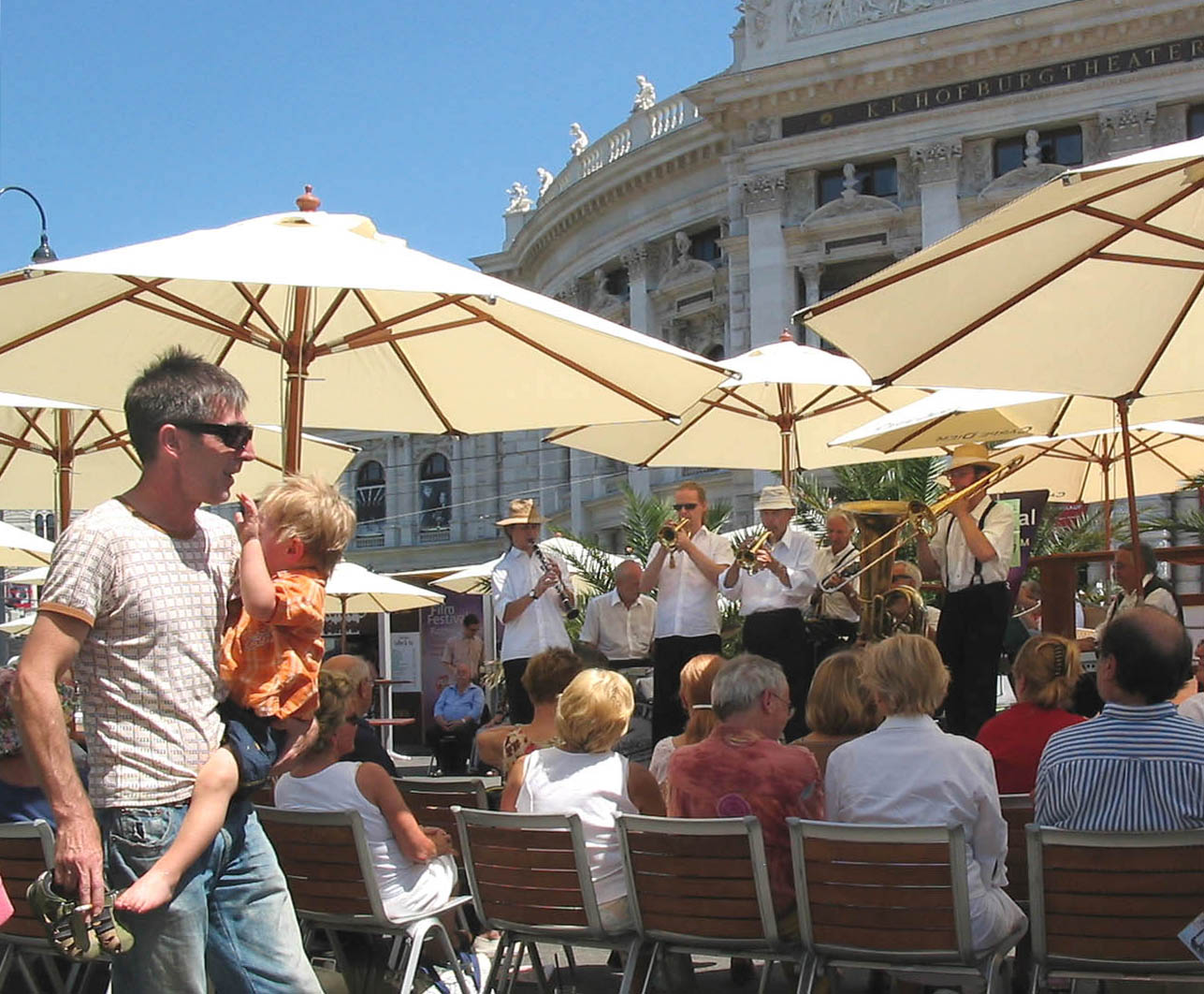
„Frühschoppen“ mit den Riverside Stompers unplugged, 2007
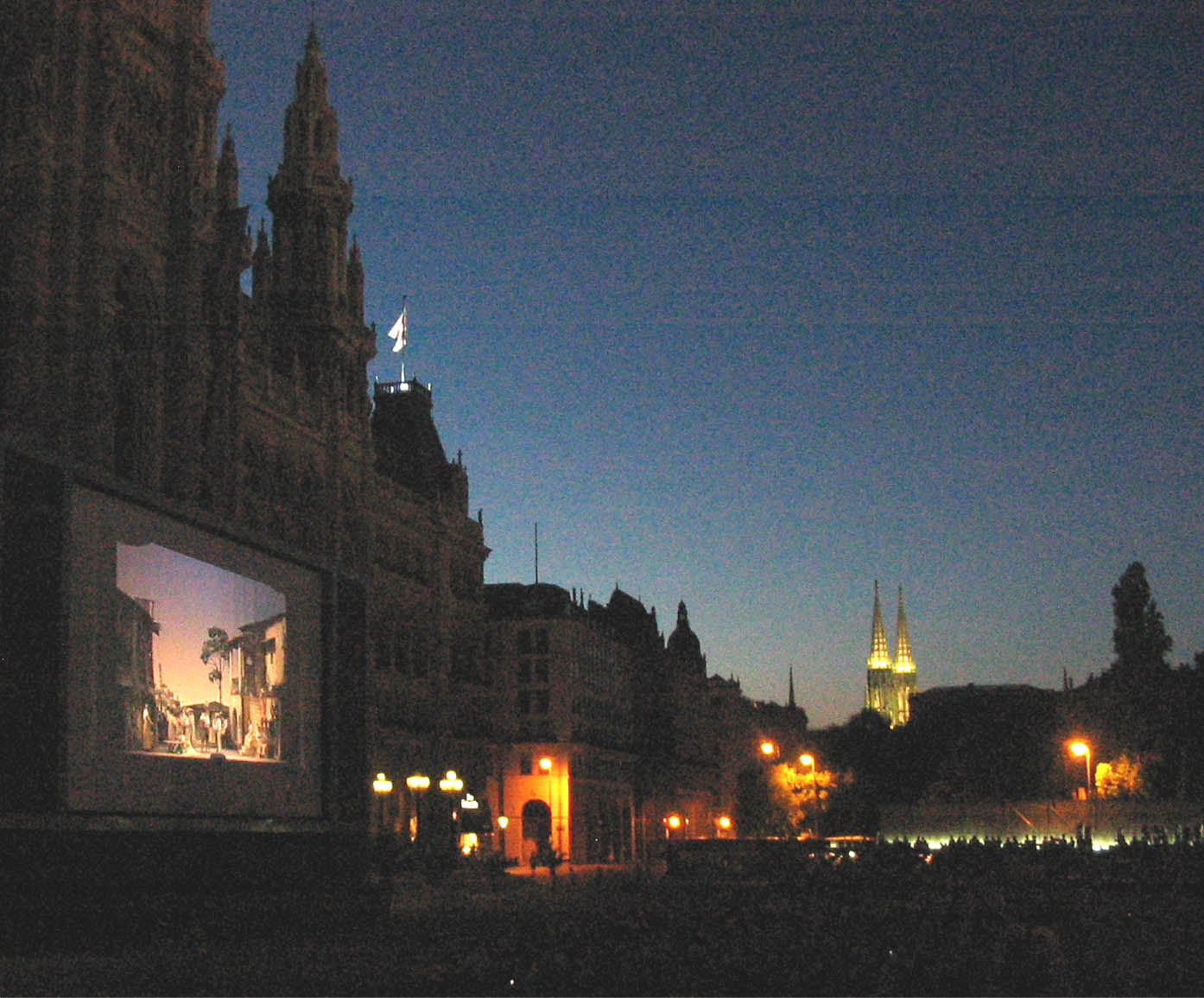
L'Elisir d'Amore, 2007